# رودیگو
رودیگو (به ایتالیایی: Rodigo) یک کومونه در ایتالیا است که در استان منتووا واقع شده‌است.

## خصوصیات
رودیگو ۴۱٫۶ کیلومترمربع مساحت و ۵٬۴۰۷ نفر جمعیت دارد و ۳۱ متر بالاتر از سطح دریا واقع شده‌است.